# Vihviläjärvi
Vihviläjärvi är en sjö i Gällivare kommun i Lappland och ingår i Kalixälvens huvudavrinningsområde. Vihviläjärvi ligger i Torne och Kalix älvsystem Natura 2000-område.